# TOMS-EP
TOMS-EP (Total Ozone Mapping Spectrometer - Earth Probe) war ein Erdbeobachtungssatellit des Goddard Space Flight Center (NASA). Er trug zur langfristigen täglichen Überwachung der NASA zur weltweiten Verteilung der Ozonschicht der Erde bei.

## Geschichte
TOMS wurde 1989 als kleiner Explorer (SMEX) unter dem Explorer-Programm ausgewählt, erhielt aber keine Finanzierung. Er wurde zum NASA Earth Probe Programm transferiert. Dort wurde er schließlich finanziert und in TOMS-EP umbenannt.

## Entwicklung und Instrumente
Der Satellit wurde von TRW für das NASA Goddard Space Flight Center (GSFC) gebaut. Hierbei wurde der T100-Bus genutzt. Das Einzelinstrument war das TOMS-3 (Total Ozone Mapping Spectrometer 3). Das Raumfahrzeug wurde 3-Achsen-stabilisiert, so dass das TOMS-Instrument mit einer Genauigkeit von etwa 0,5° in der Steuerung und etwa 0,1° in der Bestimmung auf den Nadir ausgerichtet war. Der TOMS-EP-Raumfahrzeugbus wurde entworfen, um alle TOMS-Instrumentenanforderungen zu erfüllen, um eine zweijährige Lebenszeit mit einem dreijährigen Lebenszeitziel zu unterstützen.

## Startverzögerung
Startfehler der ersten beiden Pegasus-XL-Fahrzeuge haben eine zweijährige Verzögerung beim Start von TOMS-EP verursacht. Diese Verzögerungen haben die Mission deutlich verändert. TOMS-EP wurde in eine niedrigere Umlaufbahn gebracht, als ursprünglich geplant, um Messungen in höheren Auflösungen durchzuführen und UV-absorbierende Aerosole in der Troposphäre gründlicher zu untersuchen. Die untere Umlaufbahn ergänzte daher die gleichzeitige Messungen aus dem ADEOS-TOMS-Instrument, das ursprünglich als TOMS-EP-Nachfolger geplant war.

## Schließlicher Start
TOMS-EP wurde am 2. Juli 1996 mit einer Pegasus-XL-Rakete gestartet, die unter einem Lockheed L-1011 befestigt war. Das Flugzeug war von der Vandenberg AFB gestartet und landete später wieder auf einer Landebahn des Cape Canaveral (RW30/12).